# 125e session du Comité international olympique

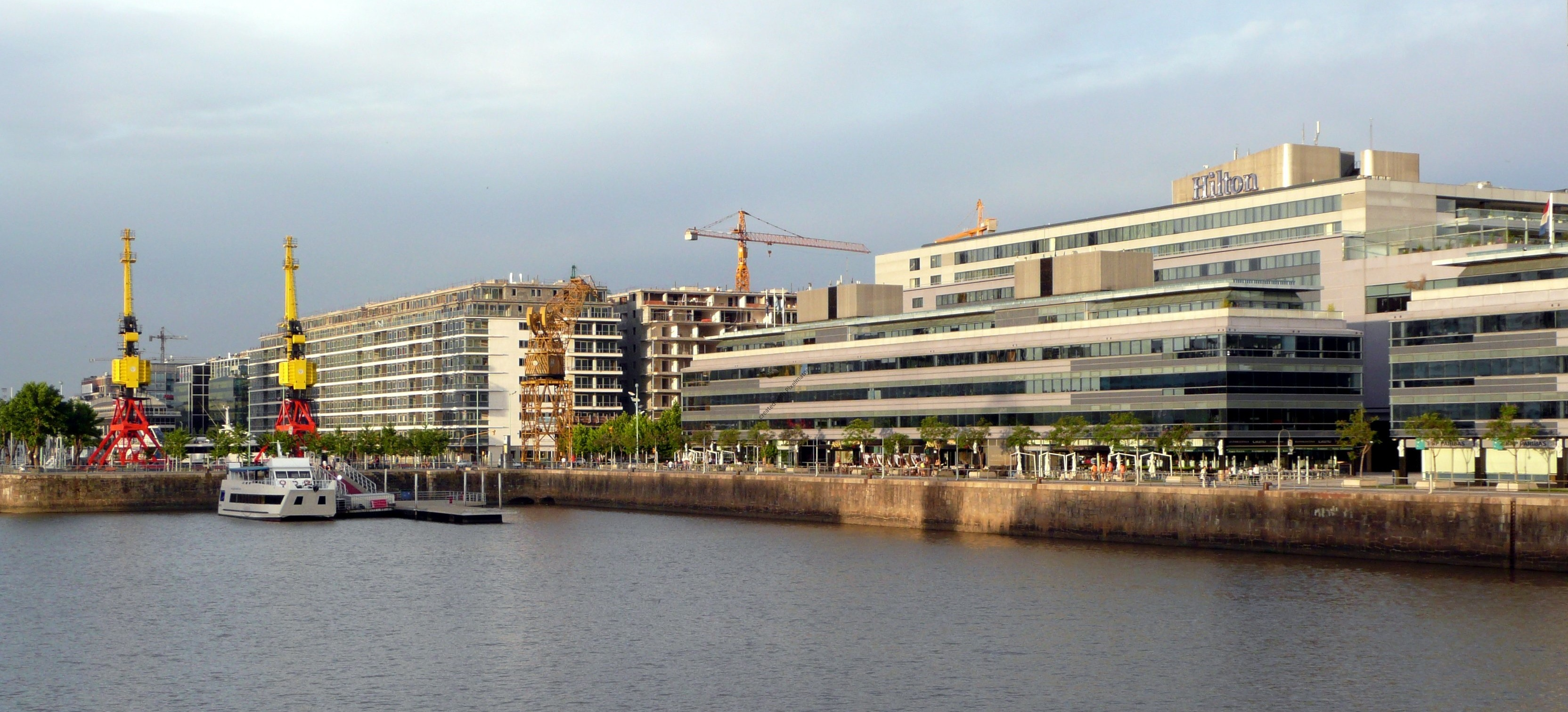
Vue de l'hôtel Hilton de Buenos Aires, qui accueille la du Comité international olympique.

La 125e session du Comité international olympique est une réunion du Comité international olympique qui s'est tenue à Buenos Aires, en Argentine, du 7 au 10 septembre 2013. À travers les votes des 104 membres du CIO, Tokyo a été élue ville-hôte des Jeux olympiques d'été de 2020, la lutte a conservé sa place dans le programme olympique et l'Allemand Thomas Bach est devenu le neuvième président du CIO, succédant à Jacques Rogge.

## Élections
Le 7 septembre.
| Ville    | Pays    | Premier tour | Barrage | Second tour |
| Tokyo    | Japon   | 42           | —       | 60          |
| Istanbul | Turquie | 26           | 49      | 36          |
| Madrid   | Espagne | 26           | 45      | —           |

Le 8 septembre, le CIO conserve la lutte aux programme des Jeux de 2020 et 2024. Le squash et la paire baseball (H) et softball (F) s'étaient proposés pour la remplacer. Les différents sports reçoivent respectivement 49 (majorité), vingt-deux et vingt-quatre voix. La lutte a toujours été disputée aux jeux antiques et modernes (1900 excepté) et se pratique dans 177 nations. La proposition de son retrait avait suscité de vives réactions.
Le 10 septembre, les membres du CIO procèdent à l'élection de leur nouveau président, Jacques Rogge étant arrivé au terme des deux mandats (huit ans puis quatre ans) qui constituent la limite en vigueur. L'Allemand Thomas Bach obtient la majorité des votes au deuxième tour de scrutin face à cinq autres candidats (Richard Carrión, Denis Oswald, Sergueï Bubka,  Ng Ser Miang et Wu Ching-Kuo) et devient le neuvième président du CIO.